# Bucculatrix montana
Bucculatrix montana är en fjärilsart som beskrevs av Braun 1920. Bucculatrix montana ingår i släktet Bucculatrix och familjen kronmalar. Inga underarter finns listade i Catalogue of Life.